# Bumba pulcherrimaklaasi
Bumba pulcherrimaklaasi is een spinnensoort uit de familie vogelspinnen (Theraphosidae).
De wetenschappelijke naam van de soort werd voor het eerst geldig gepubliceerd in 1991 door Joachim Schmidt.